# Setext
Setext (Structure Enhanced Text) est un langage de balisage léger multiplateforme conçu pour formater des fichiers en texte brut. Il a été introduit en 1992 par Ian Feldman pour la lettre d'information TidBits. Il est utilisé pour Usenet, le courrier électronique et les infolettres. 